# Canal de Tancarville
Pour les articles homonymes, voir Tancarville (homonymie).

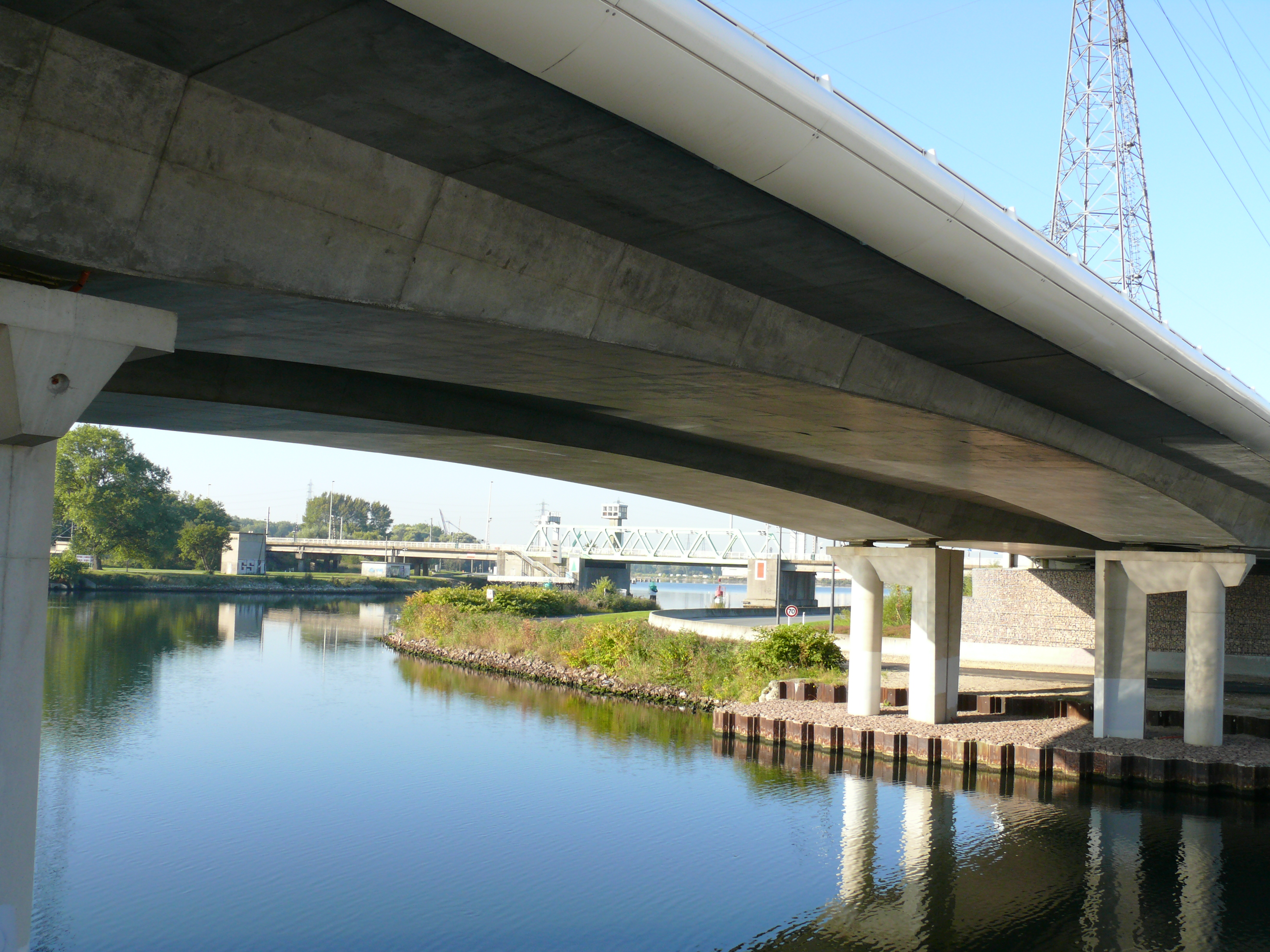
Pont de Mayville sur le canal de Tancarville.

Le canal de Tancarville est un canal français qui relie Le Havre à la Seine à Tancarville et permet une déviation de l’estuaire de la Seine.

## Petit historique du canal
Dès la fin du XVIIe siècle, un canal, construit par Vauban, reliait Harfleur au Havre, évitant aux bateaux descendant d'Harfleur les derniers méandres de la rivière Lézarde et la navigation dans l'estuaire de la Seine.
Mais au XIXe siècle, ce n'est plus suffisant. La Seine est progressivement canalisée au moyen de barrages mobiles éclusés, et accepte des bateaux de plus en plus gros jusqu'à Paris et au-delà. L'estuaire reste une zone critique, et le besoin se fait sentir d'un canal maritime qui le longerait.
La conception et les travaux sont confiés aux ingénieurs Alfred-Henri Soclet, Ernest Bellot et Pierre-François Frissard qui, dans le même temps, raccordent directement Harfleur au nouveau canal qui est mis en service en 1887. Le canal Vauban d'Harfleur est alors abandonné, et son emprise servira dans les années 1960 à l'établissement de la voie rapide RN 15.

## Caractéristiques techniques du canal
Le canal, qui s’étend sur 25 km de Tancarville au Havre, est alimenté par la Seine à Tancarville et la Lézarde à Harfleur. Son unique écluse, à son entrée à Tancarville, présente un gabarit de 180 m sur 23 m. Le mouillage du canal est de 3,50 m, et la hauteur libre sous ses ouvrages de 7 m.
Parmi les ouvrages remarquables visibles depuis le canal, on ne peut passer sous silence le pont suspendu de Tancarville, et le pont à haubans de Normandie, qui n’enjambent cependant pas le canal : le premier traverse la Seine quelques dizaines de mètres en amont de l’entrée du canal et de l’écluse, le second traverse l’estuaire au sud de la plaine alluviale alors que le canal court au nord de celle-ci soit à quelque quatre kilomètres de distance et est traversé par un pont mobile.